# 拉特加萊語
拉特加萊語是一種通行於拉脫維亞東部拉特加爾地區的語言。關於拉特加萊語是獨立語言還是拉脫維亞語的方言，現在仍然有爭議。拉特加萊語得到拉脫維亞法律的保護。